# Dangers
Dangers és un municipi francès, situat al departament de l'Eure i Loir i a la regió de Centre – Vall del Loira. L'any 2007 tenia 406 habitants.

## Demografia

### Població
El 2007 la població de fet de Dangers era de 406 persones. Hi havia 140 famílies, de les quals 20 eren unipersonals (12 homes vivint sols i 8 dones vivint soles), 48 parelles sense fills, 68 parelles amb fills i 4 famílies monoparentals amb fills.
La població ha evolucionat segons el següent gràfic:
Habitants censats

### Habitatges
El 2007 hi havia 153 habitatges, 142 eren l'habitatge principal de la família, 5 eren segones residències i 6 estaven desocupats. Tots els 153 habitatges eren cases. Dels 142 habitatges principals, 119 estaven ocupats pels seus propietaris i 23 estaven llogats i ocupats pels llogaters; 1 tenia dues cambres, 12 en tenien tres, 35 en tenien quatre i 94 en tenien cinc o més. 128 habitatges disposaven pel capbaix d'una plaça de pàrquing. A 57 habitatges hi havia un automòbil i a 78 n'hi havia dos o més.

### Piràmide de població
La piràmide de població per edats i sexe el 2009 era:
| Homes | Edats   | Dones |
| ----- | ------- | ----- |
| 0     | 95 o +  | 0     |
| 0     | 90 a 94 | 0     |
| 0     | 85 a 89 | 0     |
| 0     | 80 a 84 | 0     |
| 8     | 75 a 79 | 4     |
| 4     | 70 a 74 | 8     |
| 4     | 65 a 69 | 0     |
| 16    | 60 a 64 | 12    |
| 8     | 55 a 59 | 0     |
| 12    | 50 a 54 | 20    |
| 20    | 45 a 49 | 32    |
| 4     | 40 a 44 | 0     |
| 24    | 35 a 39 | 8     |
| 12    | 30 a 34 | 24    |
| 8     | 25 a 29 | 16    |
| 8     | 20 a 24 | 4     |
| 16    | 15 a 19 | 0     |
| 12    | 10 a 14 | 20    |
| 12    | 5 a 9   | 20    |
| 28    | 0 a 4   | 0     |

## Economia
El 2007 la població en edat de treballar era de 265 persones, 214 eren actives i 51 eren inactives. De les 214 persones actives 202 estaven ocupades (106 homes i 96 dones) i 12 estaven aturades (7 homes i 5 dones). De les 51 persones inactives 18 estaven jubilades, 22 estaven estudiant i 11 estaven classificades com a «altres inactius».

### Ingressos
El 2009 a Dangers hi havia 139 unitats fiscals que integraven 402 persones, la mediana anual d'ingressos fiscals per persona era de 20.049 €.

### Activitats econòmiques
Dels 11 establiments que hi havia el 2007, 3 eren d'empreses de fabricació d'altres productes industrials, 3 d'empreses de construcció, 3 d'empreses de comerç i reparació d'automòbils, 1 d'una empresa de transport i 1 d'una empresa financera.
Dels 3 establiments de servei als particulars que hi havia el 2009, 1 era un paleta i 2 lampisteries.
L'any 2000 a Dangers hi havia 8 explotacions agrícoles.

## Equipaments sanitaris i escolars
El 2009 hi havia una escola elemental integrada dins d'un grup escolar amb les comunes properes formant una escola dispersa.

## Poblacions més properes
El següent diagrama mostra les poblacions més properes.